# Campillo de Llerena
Campillo de Llerena es un municipio español perteneciente a la provincia de Badajoz, en la comunidad autónoma de Extremadura.

## Geografía
Se localiza al norte de Llerena, de la que dista 46 km, y  135 km de Badajoz. El núcleo urbano está situado en el cuadrante noroeste del término municipal. En extensión, el pueblo hace el número 27 entre los 162 con que cuenta la provincia. 
Pertenece a la comarca de Campiña Sur y al Partido judicial de Llerena.
Tiene como población de importancia más cercana a Azuaga y pertenece a la mancomunidad de aguas y servicios de Llerena.
El municipio está aislado en medio de un gran territorio donde hay pocos núcleos de población. El suelo es duro y el paisaje queda definido por una orografía donde los llanos y las ondulaciones van cediendo lugar a un terreno más accidentado.
Su término abarca una extensión de 234 km², confinando al norte con los términos de Retamal de Llerena y Zalamea de la Serena, al sur con los de Azuaga y Maguilla, al este con los de Zalamea de la Serena y Peraleda del Zaucejo y al oeste con los de Hornachos y Valencia de las Torres.

### Orografía
El término es bastante montañoso. La Villa se asienta en un pequeño cerro sobre un afloramiento granítico, entre una serie de cerros constituidos por cuarcitas silúricas, predominando el suelo pardo mediterráneo y Rotlehm.
Las elevaciones más importante se hallan al este del término, en una pequeña sierra llamada Los Argallanes, conocida popularmente como Los Argallenes, ramal de la de Peraleda, orientándose de norte a sur, que alcanza los 730 m s. n. m. Otras cotas mencionables son las sierras del Corcho, Mingorrubio, Sierra Chica, Sierra del Prado, Cornejo y Cerro Mirón, con alturas que oscilan entre 550 y 675 m s. n. m.
Los peñones o peñas más conocidas son: La piedra de la Sierpe en las Majadillas, de los Frailes en la Calera, del Galo en los Aflmoches, el peñón de la Dehesilla, y las piedras del Tambor, el Gato y el Castillejo, estas tres muy cerca del pueblo.

### Hidrografía
Las vías fluviales son de escaso caudal secándose casi todas en época estival. El río Guadámez, el de mayor afluencia, cruza el término de Oeste a Norte con los arroyos que desembocan en él. Por la margen izquierda son: Del Puerco, Moñigos, de las Puercas, Navillas, Trocha de Retamal, y los regajos: De las Moralas y Linare. Por la margen derecha, más numerosos y de mayor caudal, son: Máchicas, Huerta de los Cojitos, Apedreado, Guadamalejo (En la Carta del Instituto Geográfico 1.1 edición, del año 1947, viene como Juan Vencejo, nombre con el que se le conoce actualmente.), Bejarano, Andibuela, de la Calera, Sierra Chica, Zamarra y Santa María.
Otros a destacar son: Borrego, Seis Dedos, Charcón, de los Lobos, del Prado, Cerro Judío, Chinas Blancas, del Soldado, del Ciego, los Sauces, del Espino, de Pedro Serrano, de la Mimbre, Vallehermoso, la Pelona, Fuente del Hierro, Zaucejo, Alberco, Calabazas, Cañada de Juan Esteban, Estrello, Tía Luisa, La Calerilla, Castillo del Argallén, de las Gavias, del Pozo, de Juan Jimón, y el Cañuelo, este último, por pasa cerca del pueblo, es de grato recuerdo para todos los Campillejos. De niño hemos jugado, cortado cañas y hecho travesuras; de mozos hemos paseado llegando hasta su puente y sentados en el pretil junto con las mozas, hemos hablado ilusionados de proyectos que, ahora de mayores, con añoranzas, los recordamos.
No hay lagos, pero sí lagunas y charcas para recordarlas como la del Tío Henao a 1,5 km del pueblo, en la margen izquierda de la carretera de Peraleda (ahora se encuentra cegada), la del Bujarral en el Casar, del Comisario en los Alimoches, del Guapero en el Chiquillo, del Garbanzuelo, siendo la mayor la del Raposo.
El abastecimiento de aguas a la población, hasta últimos de siglo, se realizó por medio de fuentes naturales y pozos. Desde siempre son conocidas las fuentes del Camino de Llerena y el Palacio, cercanas a la población; lejanas, pero de aguas apreciadas, se encuentran los pozos: De las Máchicas, Nuevo, junto a la era «Empedrá», y el de Nino.
Otros pozos de agua no potable se usan en la actualidad, como la fuente del Cura en la calle del mismo nombre, Manantío, de la Luz y el del Rodeo. Este, en la actualidad, queda dentro del edificio que se está construyendo para Casa de la Cultura.
En 1836, Félix Juan Garrido (sacerdote, natural de La Granja de San Ildefonso (Provincia de Segovia), ganó por oposición la plaza de Párroco de Campillo. Vino de Torres de Albanchez (Provincia de Jaén), del priorato de Uclés, tomando posesión el 1 de abril de 1836, Viernes Santo y la abandonó en 1841.), Cura Párroco, en oficio, al jefe político de Llerena se quejaba «de la decidía de los vecinos y la apatía del Ayuntamiento, se surten de un agua de pozo poco saludable e impura, donde los muchachos arrojan inmundicias y animales muertos y las personas sacan el agua con todo tipo de vasijas, padeciendo pujos, inflamaciones del bazo, obstrucciones y dolores de costado. Podía, construirse una arqueta cubierta, poniendo unos caños con un pilar para que bebieran las bestias de lo que carece en la actualidad».
Atendiendo esta queja, muchos años después se construyó un pilar que le dio nombre a la calle donde se hizo, con dos caños, y abrevadero para los animales, donde está la fuente en la calle Díaz-Ambrona, antes calle Pilar, cuyas aguas proceden de un manantial que hay en la cerca propiedad de D. Eduardo Romero, a la salida para Azuaga.
En el camino de los Toriles se encuentra un pozo llamado de la Bomba, por haber tenido un extractor manual, en una arqueta de registro de la conducción de agua para el pilar.
Sobre 1926 se construía otro pilar abrevadero, encontrándose en activo al final de la calle Castejón, vertiendo aguas de un manantial cubierto, que según la tradición es un aljibe árabe que se encuentra al final de la calle Solana y comienzos del Camino de Llerena.
Durante la gestión del alcalde Antonio Fernández Otero (Antonio Fernández Otero fue alcalde durante muchos años, y durante su mandato se comenzó la pavimentación de las calles, y se construyeron el Cuartel, Cementerio, Depuradora de residuos y el Centro Cívico entre otros.) el año 1954, se abrieron cuatro profundos pozos junto al arroyo del Prado en el sitio de la Hambre, a 5,33 km, instalándose siete fuentes públicas por el pueblo, que fue celebrado y festejado con gran júbilo, comenzando la entrada de agua en los hogares.
En los años sesenta, motivado por la pobreza de los manantiales, por las prolongadas sequías y el aumento del consumo, los veneros quedaron muy mermados, creándose la necesidad de buscar nuevos manantiales. Tras laboriosas gestiones y búsqueda de nuevas posibilidades, los expertos se deciden por la construcción de un pantano en el río Guadámez, a 4 km de distancia, junto al puente de la carretera de Retamal.
El pantano se inaugura en 1977, pero bien por falta de previsión o de pericia, el agua no ha servido para el abastecimiento. Primero fue porque desembocaban en el pantano las aguas fecales, siendo normal el rechazo de la población a consumir el agua en estas condiciones. Una vez subsanado este inconveniente, al clorar las aguas tomaban un color oscuro que al parecer era debido al terreno donde se encuentra el pantano que es muy ferruginoso. Así, se vieron obligados a construir una nueva depuradora en el lugar de los Valles para someter el agua a un nuevo proceso e intentar hacerla apta para el consumo. Los diferentes, químicos que lo han intentado han fracasado o al menos, no lo consiguen a un costo social. Desistiendo en el empeño, el pantano, con todos los millones que se han invertido en su construcción, sólo sirve para satisfacer la afición de algún pescador o para anidar las anátidas.
Ante la imperiosa necesidad de encontrar tan básico elemento, como es el agua, se dieron cinco taladros en el mismo lugar donde están los antiguos pozos que durante tantos años abastecieron al pueblo, pero los resultados fueron negativos.
Por iniciativa de Agustín Izquierdo Sánchez, natural de Helechosa de los Montes y vecino de esta villa, gracias a fe y tesón, y a lo que muchas personas creían era terquedad e ignorancia, se acometieron nuevos taladros muy cerca de los anteriores, pero en el lado contrario del arroyo del prado, aflorando un buen manantial de agua de calidad que a través de una corta tubería se bombea hasta las antiguas instalaciones con un mínimo costo, siendo el agua que se consume, cubriendo las necesidades, desde el nueve de agosto de 1981. Al señor Izquierdo, tiempo después se le agasajó con un merecidísimo homenaje.
Actualmente se están llevando negociaciones con otros pueblos cercanos para traer el agua del río Zújar. En 2007, la mayor parte del agua que se consume en Campillo de Llerena es abastecida desde el Pantano de la Serena, se trae a unos depósitos instalados en la Finca los Valles, y desde ahí se distribuye a la población.

### Clima
El clima es de tipo mediterráneo, con influencia atlántica, con caracteres más acusados en las máximas estivales, seco y caluroso, que en las mínimas de invierno. La temperatura media anual es de unos 16 °C, que nos lleva a definir el clima como secosubhúmedo. La media mínima oscila entre 7 y 9 °C, con mínimas absolutas que no suelen bajar de 5º, oscilando las medias máximas entre los 25 y 29 °C, con máximas absolutas del orden de 40 °C y a veces superiores.
La nevazón es muy rara y, de producirse, es durante los meses de diciembre y enero, no pasando de uno o dos días. Las lluvias, poco abundantes, tienen mayor intensidad durante la primavera y el otoño. La precipitación media anual es de unos 542,8 mm. En el otoño, especialmente en los meses de septiembre y octubre, pueden descargar fuertes tormentas, que también suelen registrarse con anterioridad, aunque más débiles, en mayo y junio.
Los vientos dominantes son el Gallego o Noroeste, el del Sur, y el Solano o del Este; las lluvias las suele traer el del Sur, y cuando sopla el Noroeste se pueden producir chubascos, llamados popularmente «gallegás».

## Historia
Según algunas leyendas, los antecedentes de Campillo se remiten a un núcleo romano llamado «Ipasturgi» fundado por personal proveniente del asentamiento  túrdulo de «Arsa», que algunos historiadores pretenden hacer coincidir con el castillo árabe de «Argallet», hacia el noroeste de la población, próximo a Zalamea de la Serena.
En 1594 formaba parte de la provincia de León de la Orden de Santiago y contaba con 404 vecinos pecheros.
A la caída del Antiguo Régimen la localidad, entonces conocida como Campillo, se constituyó en municipio constitucional en la región de Extremadura. Desde 1834 quedó integrado en el Partido judicial de Llerena. En el censo de 1842 contaba con 263 hogares y 1002 vecinos.

## Demografía
Campillo de Llerena cuenta con una población de 1314 habitantes (INE 2024).
| Gráfica de evolución demográfica de Campillo de Llerena entre 1842 y 2021 |
| |
| Población de derecho según los censos de población del INE. Población de hecho según los censos de población del INE.En estos censos se denominaba Campillo: 1842, 1857, 1860 y 1877. |

## Economía
La situación de la población parada es consecuencia muchas veces de la marcha de la economía de la zona en la que está asentada, y ésta depende a su vez de los recursos naturales existentes, de políticas estructurales, y de la propia iniciativa de las personas, es decir, es un proceso en círculo que puede ser abierto por aquellos con poder de decisión. Lo importante es conocer cual es la situación actual de cada sector, entrever las necesidades de determinados bienes y servicios, para intentar aprovechar los huecos de mercado.
La estructura productiva de Campillo responde al esquema propio de una zona con un nivel de desarrollo medio-bajo. Se caracteriza por el elevado peso del comercio al menor, y una considerable importancia de la construcción y de las empresas auxiliares dado que, en los últimos años, están siendo motores fundamentales para la creación de empleo en la localidad.

### Agricultura
Una localidad como Campillo, situada en una comarca eminentemente agrícola y ganadera, no podía dejar de tener un sector primario importante en su economía.
Los abundantes pastos que posee permiten además el desarrollo de una importante cabaña del porcino (52.3%) y algo menos de ovino (35.4%).
La mayor parte de la superficie rústica se dedica a pastos (29.6%), siendo bastante inferior el número de tierras labradas. Entre los cultivos destaca la avena (17.6%) en secano y en regadío la colza (46.2%) y el girasol (40%).
La tierra se encuentra distribuida normalmente en minifundios (46.7% de las explotaciones son menores de 5 ha). Los regímenes de tenencia más usuales son el de la explotación directa de la tierra por el propietario (68.7 de la superficie censada). Los titulares son mayoritariamente de edad avanzada entre los 55 y 65 años (33.6%) y siendo su ocupación principal sólo en explotación (58.7%).
Otro aspecto importante a tener en cuenta a la hora de concluir cual es el estado y las perspectivas del sector es el nivel de mecanización, que en el Campillo es óptimo.

### Servicios
La mayoría de las empresas que se pueden encuadrar en este sector están relacionadas con la satisfacción de necesidades primarias o de ocio. Así pues, en primer lugar aparecen los dedicados al comercio al por menor de productos no alimenticios, seguidos de los alimenticios.
Por otra parte también dentro del sector servicios hemos de mencionar la Hostelería, en el apartado de Restaurantes, Bares y Hoteles existen 13.
Existe un grupo de 8 profesionales que ofrecen sus servicios de manera independiente, clasificándoles dentro de la categoría de actividades profesionales (Agentes Comerciales, Médicos, Veterinarios, Abogados,...)

### Construcción
Merece destacar el fuerte peso de las empresas de construcción: 20, autónomos en su mayoría, a las que sí relacionamos con otras industrias y con las auxiliares que tienen relación con la construcción nos lleva a concluir diciendo que es este sector el que soporta un gran peso de todo el tejido industrial de la localidad.
Se detecta en los últimos tres años que el sector de la construcción ha descendido aunque frenado un poco en el último año por la política regional de incentivarla construcción o reparación de viviendas. Sin embargo la opinión más generalizada de los expertos prevé que en los dos próximos años la construcción va a crecer menos que en 1999.
Total vehículos matriculados: 745
En los últimos tres años, el número total de vehículos matriculados en Campillo de Llerena ha crecido en más de un 10%, concretamente un 11.9%. Este dato llama la atención debido al gran número de vehículos existentes en relación con la población, ya que podemos decir que existe una media de 1.2 vehículos por familia, lo cual contrasta con el alto porcentaje de personas paradas pudiéndose pensar que existen otros ingresos “sumergidos” que generan rentas suplementarias, o que se han aprovechado las buenas perspectivas de empleo sumadas a la bajada de los tipos de interés en los créditos.

## Topografía urbana
Las viviendas son de tipo bético o andaluzas, por lo general de fachadas blancas enjalbegadas con balcones y ventanas de hierro y tejados a dos vertientes de regular inclinación. Constan de dos plantas, la parte baja usada como vivienda y la de arriba llamada «doblao», se usaba para guardar los aperos de labranza o granero. En la actualidad, se están convirtiendo en viviendas. Antiguamente estas casas tenían cuadras para las caballerías, o bien en la parte trasera o adosada a un lateral de la vivienda. Actualmente no son necesarias y se están convirtiendo en garaje o almacén. 

## Patrimonio
Iglesia parroquial católica bajo la advocación de  San Bartolomé, en la Archidiócesis de Mérida-Badajoz. La  iglesia fue levantada en el siglo XV si bien está muy modificada. Sobre la fachada  gótico mudéjar destaca su gran torre con varios ventanales para las campanas en el tercio superior. Está construida a base de ladrillo. La portada está dotada de  arrabá y conopeo. La iglesia tiene dos cuerpos; el inferior es de mayor categoría y el superior se reconstruyó en 1955 con escaso gusto y conocimientos. En el altar mayor había un retablo de Estacio de Bruselas pero quedó destruido en 1936.

## Restos de la Guerra Civil
En el exterior de la ciudad está el «Cementerio de los italianos» donde fueron enterrados los soldados de esta nacionalidad que murieron en combate durante la  guerra civil.

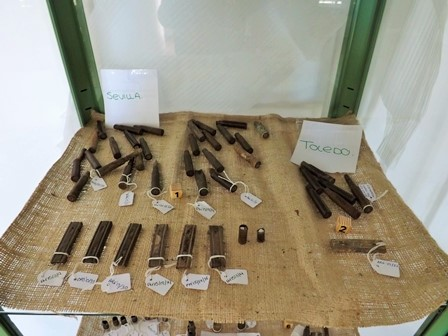
Vitrina con munición de la guerra civil española.
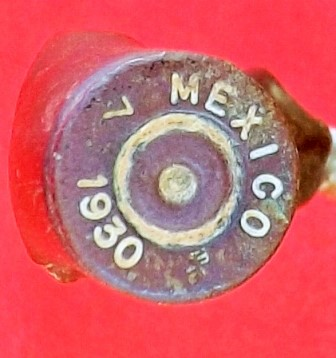
Casquillo de bala fabricado en México.
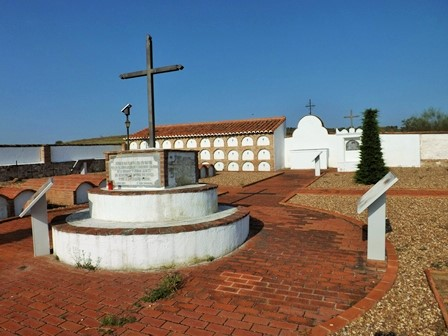
Cementerio de los italianos.
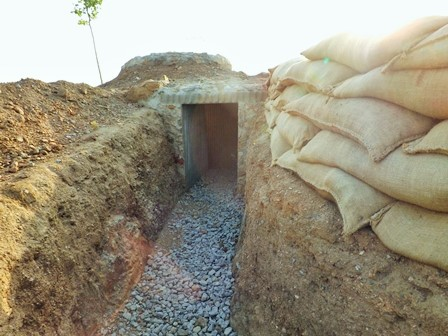
Trinchera y casamata.
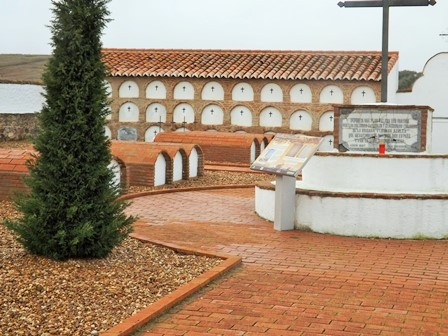
Cementerio de los italianos.
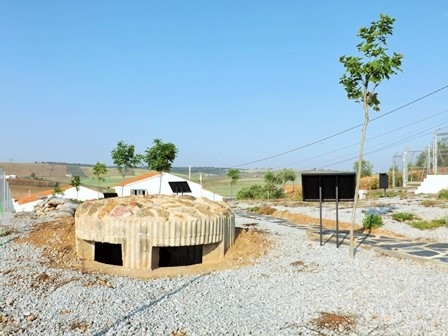
Casamata de varias troneras.